# Giulio Cesare Vanini
Pour les articles homonymes, voir Vanini (homonymie).

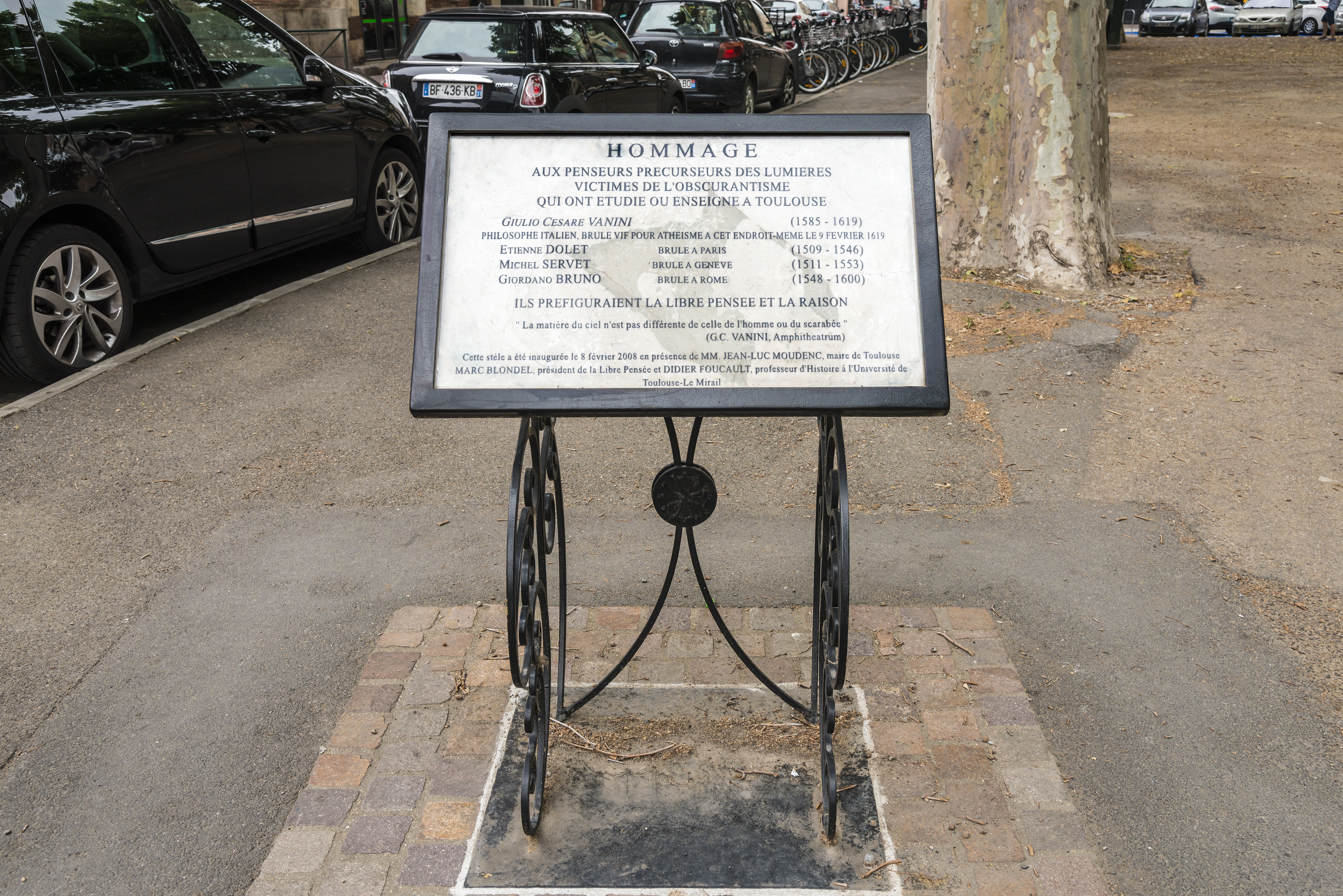
Hommage à Giulio Cesare Vanini sur le lieu de sa mort.

Giulio Cesare Vanini, connu aussi sous le nom de Lucilio Vanini, né en 1585 à Taurisano en Terre d'Otrante, et exécuté à Toulouse le 9 février 1619, est un philosophe et naturaliste italien, considéré comme l'une des références du libertinage érudit.

## Biographie
Giulio Cesare Vanini a étudié la philosophie et la théologie à Rome, et le droit à Naples où il obtient sa licence en 1606. il poursuit ses études de jurisprudence à Padoue où il entre dans les ordres. Il se rend successivement en Suisse, en Hollande, en France et en Angleterre où il abjure le catholicisme en 1612. En 1614, il est incarcéré 49 jours pour avoir attaqué l’Église anglicane.
À son retour à Lecce, il redevient catholique et se consacre aux études physiques en vogue sous la Renaissance. Il tente d’enseigner à Gênes, mais, après un bref séjour à Genève, il retourne une fois de plus en France, en 1615, à Lyon où il publie, dans un effort afin de se disculper de l’accusation d’athéisme, l’Amphitheatrum aeternae Providentiae Divino-Magicum — le titre complet en français est Amphithéâtre de l’éternelle Providence divino-magique, christiano-physique et non moins astrologico-catholique, contre les philosophes, les athées, les épicuriens, les péripatéticiens et les stoïciens.
L’année suivante, il est chapelain du maréchal François de Bassompierre à Paris où il publie les dialogues De Admirandis Naturæ Reginæ Deæque Mortalium Arcanis (Merveilleux Secrets de la nature, la reine et la déesse des mortels). Bien que les définitions de Dieu y soient quelque peu panthéistes, l’ouvrage est suffisamment orthodoxe. Les arguments en sont cependant en grande partie ironiques et ne peuvent être considérés comme l’expression de ses opinions véritables. Après une seconde édition, l’ouvrage, initialement approuvé par deux docteurs de Sorbonne, est soumis à un réexamen à l’issue duquel il est condamné aux flammes.
Vanini se retire prudemment à Toulouse où il commence à enseigner. Dissimulé sous le nom de Pomponio Uciglio, qui deviendra par assonance Lucilio, il devient précepteur chez monsieur de Berthier, précepteur pratiquant le jour et libertin la nuit. Devant les nombreuses rumeurs à l’encontre de son protégé, Berthier le congédie. Vanini trouve refuge chez Adrien de Montluc-Montesquiou, comte de Caraman. Ils se connaissaient des grandes soirées organisées par le maréchal de Bassompierre à Paris.
Du Capitole au parlement de Toulouse, on s’inquiéta des troubles à l’ordre public et de son influence sur la jeunesse. Arrêté en novembre 1618 par l’Inquisition, il est accusé d’être athée et d’avoir des mœurs contre nature. Le procureur Guillaume Catel eut bien du mal à prouver qu’il était hérétique tant la défense de Lucilio montrait sa dévotion à l’Église catholique. Après un long délibéré, Lucilio Vanini, dit Pomponio Uciglio, fut convaincu de blasphème, impiété, athéisme, sorcellerie et corruption de mœurs. Condamné à avoir la langue arrachée, à être étranglé puis brûlé le 9 février 1619 sur la place du Salin. Le procès fut instruit et la condamnation prononcée par le Parlement de Toulouse, non par l'Inquisition, contrairement à ce que demandaient ses partisans : une condamnation par la juridiction de l’inquisition, en France à cette époque, n’eût entraîné que des peines canoniques.

## Théorie
Ce libre-penseur a fait partie de ceux qui, comme Giordano Bruno, en attaquant l’ancienne scolastique, ont contribué à jeter les bases de la philosophie moderne. Sa vie errante, sa mort tragique, ainsi que son parti pris antichrétien, ne sont pas sans rappeler Giordano Bruno.
Les De admirandis naturae reprennent, dans une prose simple et élégante, l’interprétation naturaliste des phénomènes surnaturels que Pietro Pomponazzi — que Vanini appelle « magister meus, divinus præceptor meus, nostri speculi Philosophorum princeps » (« Mon maître, mon divin précepteur, le premier des philosophes à notre image ») — leur avait donnée dans ses De incantationibus. Vanini y fait même référence à Cardano, Scaligero et à d’autres penseurs du XVIe siècle. « Dieu agit sur les êtres sous-lunaires (entendons « les êtres humains ») en se servant des cieux comme moyen » donne une origine naturelle et une explication rationnelle aux prétendus phénomènes surnaturels, alors que l’astrologie était aussi considérée une science ; « l’Être Suprême donne des avertissements aux hommes et spécialement aux souverains à l’exemple desquels se conforme le monde, lorsque des dangers les menacent ».
Mais les fondements des phénomènes présumés surnaturels relèvent également de la fantaisie humaine, capable parfois de modifier l’apparence de la réalité extérieure comme les fondateurs des religions révélées, Moïse, Jésus, Mahomet et les ecclésiastiques imposteurs qui imposent des fausses croyances pour obtenir richesse et pouvoir et les gouvernants, intéressés au maintien de croyances religieuses pour mieux dominer le peuple, comme l’enseignait déjà Machiavel.
En suivant encore Pomponazzi et ses interprétations des textes aristotéliciens, changés des commentaires d’Alexandre d'Aphrodisie, il nie l’immortalité de l’âme. Les ouvrages de Vanini ne le montrent pas, à proprement parler, comme athée : s’il nie la validité des religions révélées, il accepte Dieu comme être absolu et considère la nature comme sa manifestation. Sa conception philosophique s’apparente donc au libertinisme et au naturalisme panthéiste. « L'homme, dit-il, devrait ne vivre que selon la loi de la Nature, car la Nature, qui est Dieu (puisqu'elle est le principe de tout mouvement), a inscrit cette loi dans le cœur de tous les hommes. »
En biologie, il « pose la question de l'évolution » à partir d'une réflexion sur le croisement du cheval avec une ânesse ou de la création de nouveaux cultivars et examine la possibilité que l'homme descende du singe.

### Œuvres de Vanini
- Amphitheatrum æternæ Providentiæ Divino-Magicum, 1615.
- De Admirandis Naturæ Reginæ Deaeque Mortalium Arcanis, 1616.
- Œuvres philosophiques, trad. X. Rousselot, librairie Gosselin, 1842 ; rééd. Adamant Media Corporation, 2003, 337 p.
- Giulio Cesare Vanini, I meravigliosi segreti della natura, regina e dea dei mortali, ed. Francesco Paolo Raimondi, Galatina, Congedo, 1990.
- Opere, Édition critique par Giovanni Papuli e Francesco Paolo Raimondi, Galatina, Congedo, 1990.

### Études sur Vanini
- Marcella Leopizzi, Les Sources documentaires du courant libertin français: Giulio Cesare Vanini. Préface de Giovanni Dotoli. Schena Editore. Presses de l'université Paris-Sorbonne, 2004.
- Mathias Klemm, Giulio Cesare Vanini, un philosophe sur le bûcher, Toulouse, Mathias Klemme, 2006.
- Maria Teresa Marcialis, « Giulio Cesare Vanini nell'Europa del Seicento », dans Rivista di Storia della Filosofia, LXI (2006), p. 954-72.
- Francesco Paolo Raimondi, Giulio Cesare Vanini nell'Europa del Seicento, con una appendice documentaria, Pisa Roma, Istituti Editoriali e Poligrafici Internazionali, 2005 (L'appendice contient la plus complète documentation sur la vie du philosophe : 192 documents, de sa naissance à sa mort).
- Didier Foucault, Un Philosophe libertin dans l’Europe baroque. Giulio Cesare Vanini (1585-1619). Paris, Honoré Champion, 2003.
- Philippe Hugon, Histoires vécues et insolites de Toulouse, Toulouse, Éditions Privat, 2003, p. 91-96.
- Francesco Paolo Raimondi (édi.), Giulio Cesare Vanini dal tardo Rinascimento al Libertinisme érudit, Atti del Convegno di Studi Lecce - Taurisano 24-26 ottobre 1985, Galatina, Congedo, 2003.
- Jean-Pierre Cavaillé, Dis/simulations. Jules-César Vanini, François La Mothe Le Vayer, Gabriel Naudé, Louis Machon et Torquato Accetto, Religion, morale et politique au XVIIe siècle. Paris, Honoré Champion, 2002.
- Francesco Paolo Raimondi (édi.), Giulio Cesare Vanini e il libertinismo. Atti del Convegno di Studi Taurisano 28-30 ottobre 1999, Galatina, Congedo, 2000.
- Émile Vaïsse, Lucilio Vanini. Paris, 1871.
- J. Toulan, Étude sur Lucilio Vanini. Strasbourg, 1869.
- Victor Cousin, Fragments de philosophie cartésienne. Bruxelles, 1838-40.
- Michel Mathe, Le Prince des crapauds (roman), éditions Privat, 2007. Prix du Salon de Balma 2008[7].
- Vanini, portrait au noir, documents choisis, établis et présentés par Boris Donné, éditions Allia, Paris, 2019.
- Anne Staquet, Le Procès de Vanini (théâtre), Mons, éditions Audace, 2019.